# Katri Nokso-Koivisto
Katri Mattsson (tidigare Nokso-Koivisto) född 22 november 1982, är en finländsk tidigare fotbollsspelare. Katri Mattsson spelade under sin aktiva karriär i FC United (Jakobstad), Bälinge, Wolfsburg, Jitex, LSK Kvinner FK, PK-35 Vantaa, samt FC Ilves.
Hon debuterade för det finska landslaget 1999 och spelade under sin karriär 100 landskamper.
Mattsson är vice ordförande för Finlands bollförbund sedan 2018.